# Ovidia (thực vật)
Ovidia Meissn., 1857 là một chi thực vật trong họ Thymelaeaceae. (Lưu ý: Ovidia Raf., 1837 là đồng nghĩa của Commelina.)

## Các loài
The Plant List công nhận 3 loài:
- Ovidia andina (Poepp. & Endl.) Meisn., 1857
- Ovidia pillopillo (Gay) Meisn., 1857
- Ovidia sericea C. Antezana & Z.S. Rogers, 2004